# Roc (mythisch wezen)

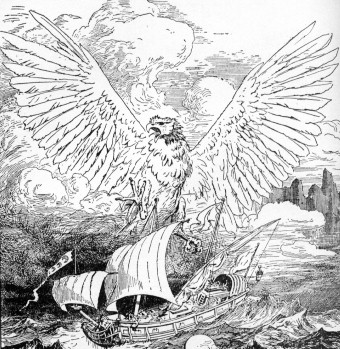
Een Roc uit The Book of Knowledge van de Grolier Society

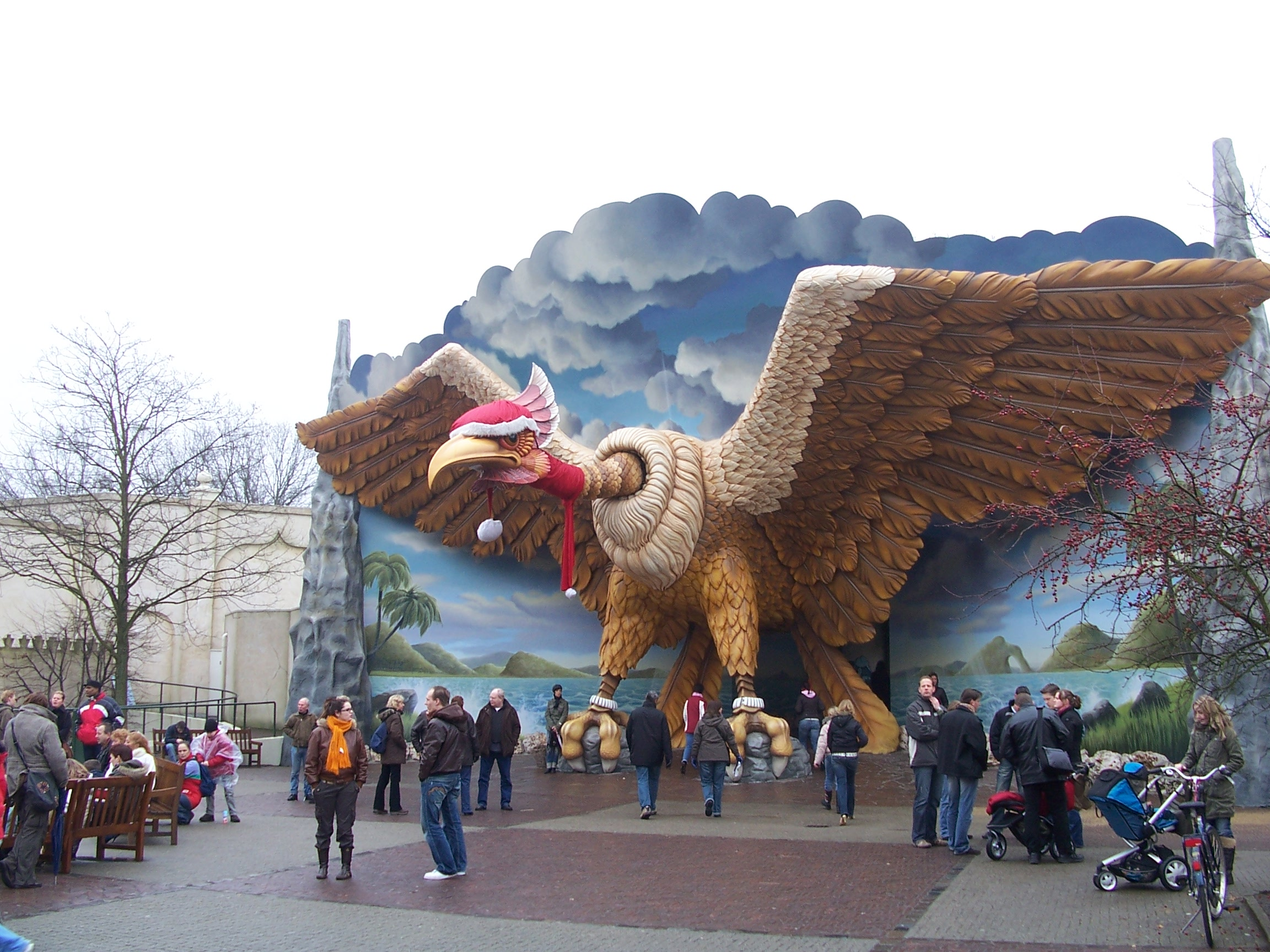
Vogel Rok in de Efteling

De vogel Roc (uit het Perzisch رخ Rukh en proto-Indisch ruc: schijnen) is een mythische vogel met enorme afmetingen. Hij komt voor in de avonturen van Sinbad de zeeman, een serie verhalen uit het 9e-eeuwse Perzië en Arabië en wordt ook vermeld door Marco Polo.
De vogel Roc voedde zijn jongen met olifanten. De vliegende Roc was zo groot, dat de zon door zijn vleugels verduisterd werd.
De verhalen over de vogel Roc zijn waarschijnlijk gebaseerd op een vogelsoort die wel heeft bestaan. Op Madagaskar kwamen namelijk enorme, inmiddels uitgestorven struisvogelachtige vogels voor, de olifantsvogel of Aepyornis maximus. De Perzen en Arabieren, die handelden langs de hele kust van Afrika tot aan Zuid-Afrika, hebben deze vogel, die waarschijnlijk rond 1650-1700 uitgestorven is, mogelijk gezien.
De Franse schrijver Guillaume Apollinaire schreef in zijn gedicht Zone (uit Alcools) twee regels over de vogel Roc:
De vogel Roc gevierd door vertellers en dichters
Zweeft met in zijn klauwen de schedel van Adam het eerste hoofd
(uit de vertaling van Jaap Das)
Parallellen met de vogel Roc bestaan ook in andere culturen, bijvoorbeeld de vogel Garoeda uit Indonesië of Ziz uit de Hebreeuwse mythologie. In de Efteling is de attractie Vogel Rok gebaseerd op deze legende.
In de Chinese cultuur is deze mythische vogel zeer bekend en staat de vogel symbool voor idealen en volgens Zhuangzi kon deze vogel in één dag 10.000 kilometer vliegen. De vogel is een populaire naam in de Chinese cultuur. Zo zijn er een dorp, (Dapengcheng) een gebied en vele andere dingen die de vogel in hun naam dragen.